# Ctesifont (ambaixador)
Ctesifont (grec antic: Κτησιφῶν, llatí: Ctesiphon) fou un polític atenenc que va viure al segle iv aC.
Va ser enviat l'any 348 aC com a ambaixador davant el rei Filip II de Macedònia amb l'objectiu de recuperar el rescat que Frinó de Ramnunt havia hagut de pagar a corsaris a sou del rei durant la treva dels Jocs Olímpics. Aquest ambaixador va confirmar l'opinió dels ambaixadors d'Eubea en el sentit de què el rei s'inclinava per la pau amb Atenes. Més tard va tornar a Macedònia com un dels deu ambaixadors que van negociar el tractat de pau entre Macedònia i Atenes.